# Adolf Bem
Adolf Bem, niem. Adolf Böhm (ur. 29 września 1847 w Białymstoku, zm. 4 października 1890 w Petersburgu) – polski inżynier komunikacji, teoretyk kolejnictwa w Rosji.

## Życiorys
Ukończył gimnazjum w Białymstoku (1865) ponadto w latach 1863-1864 uczęszczał na zajęcia z techniki, mechaniki i rysunku technicznego w wyższej szkole realnej w tym mieście. Następnie rozpoczął studia w Instytucie Technologicznym w Petersburgu, jednak już w 1866 przeniósł się do Instytutu Korpusu Inżynierów Komunikacji w Petersburgu, który ukończył w 1871. Już w trakcie studiów pracował na kolei Petersburg-Warszawa i przy budowie kolei Moskwa-Jarosław. W latach 1871-1874 był zatrudniony na Kolei Bałtyckiej początkowo jako naczelnik stacji w Narwie, a następnie technik w dziale toru i naprawy budynków a od  1872 majster prefabrykatów i zastępca kierownika głównych warsztatów w Rewlu a od 1873 kierownik lokomotywowni i warsztatów Kolei Bałtyckiej w Petersburgu. Naczelnik taboru i służby trakcyjnej na kolei Morszańsko-Syzrańskiej (1874-1880). W latach 1875-1878 wraz z inż. Wacławem Łopuszyńskim jako pierwszy przeprowadził testy trakcyjne i cieplne (hamownia i wskaźnik) lokomotyw parowych. Następnie w latach 1880-1889 pracował jako naczelnik taboru i służby trakcyjnej na kolei charkowsko-nikolajowskiej. W 1889 przeszedł na emeryturę. Był autorem wielu opracowań dot. taboru i trakcji w kolejnictwie.
Pochowany na wołkowskim cmentarzu luterańskim w Petersburgu.

### Prace Adolfa Bema
- Разсчет, разбивка и укладка стрелок, Санкт-Петербург 1872 (1879)
- Контрольный аппарат Христмана, "Журнал Министерства путей сообщения" 1873
- О прочности вагонных осей, "Вестник железных дорог и пароходства" 1873
- Организация и администрация службы тяги и ремонт подвижнаго состава на ж. дорогах, "Инженерныe Записки" 1877
- Замѣтки о величшт состава поѣз-довъ при различным услшяхъа, „Журнал! Мвнистерства Путей Сообщенияй" 1882
- Вспомогательный кассы для ра-бочих» желпфіодорожныхъ мастерских, „Журнал! Мвнистерства Путей Сообщенияй" 1882
- Руководство службы паровозного машиниста, Санкт-Петербург 1887)

## Rodzina
Pochodził z rodziny o korzeniach niemieckich. Jego pradziadek Philip przybył na teren Rosji z Prus. Jego ojciec Karol (1822-1856) był ziemianinem i urzędnikiem rosyjskim w gub. grodzieńskiej, matką Polka Joanna z Krężelewskich.